# Parasemia patruelis
Parasemia patruelis är en fjärilsart som beskrevs av Jachontor. 1912. Parasemia patruelis ingår i släktet Parasemia och familjen björnspinnare. Inga underarter finns listade i Catalogue of Life.